# San Jacinto Peak
San Jacinto Peak – góra w USA, na południu stanu Kalifornia, położona około 15 km na zachód od Palm Springs. Góra leży na terenie hrabstwa Riverside oraz terenie dwóch obszarów chronionych Parku Stanowego San Jacinto i San Bernardino National Forest. Szczyt jest najwyższym punktem łańcucha San Jacinto Mountains, wchodzącego w skład Gór Nadbrzeżnych. Na górę prowadzi z Palm Springs popularny szlak Kaktusy do Chmur (ang. Cactus to Clauds Trail), na którym pokonuje się przewyższenie 3140 m.
Mimo iż bezwzględna wysokość plasuje ten szczyt dopiero na 31 miejscu w Kalifornii, to jednak ze względu na przewyższenie w stosunku do otoczenia jest to po Mount Whitney i Mount Shasta trzeci szczyt na terenie Kalifornii i szósty w Stanach Zjednoczonych.